# University City, Missouri
University City là một thành phố vành đai trong thuộc quận St. Louis trong tiểu bang Missouri, Hoa Kỳ. Thành phố có diện tích km2, dân số năm 2006 của Cục điều tra dân số Hoa Kỳ là 36.847 người . Thành phố được định hình bởi đại học Washington ở St. Louis, có trường sở nằm cạnh thành phố ở đông nam.